# Trinkets
Trinkets ou Bagatelles (au Québec) est une série américaine dramatique pour adolescents créée par Kirsten Smith, Amy Andelson et Emily Meyer et diffusée sur Netflix entre le 14 juin 2019 et le 25 août 2020.

## Synopsis
Alors qu'elle tente de se faire à sa nouvelle vie après la mort de sa mère, Elodie reprend ses mauvaises habitudes de cleptomanie... et se mesure à Moe et Tabitha.
Moe, Tabitha et Elodie deviennent très vite de meilleures amies et vont très vite se retrouver au milieu de plusieurs problèmes...

## Distribution

### Acteurs principaux
- Brianna Hildebrand (VF : Camille Donda) : Elodie Davis[2],[3]
- Kiana Madeira (VF : Marie Tirmont) : Moe Truax
- Quintessa Swindell (en) (VF : Alice Taurand) : Tabitha Foster
- Brandon Butler (en) (VF : Fabrice Trojani) : Brady Finch
- Odiseas Georgiadis (VF : Erwan Tostain) : Noah Simos
- Larry Sullivan (en) (VF : Lionel Tua) : Doug Davis
- Dana Green (VF : Sybille Tureau) : Jenna Block

### Acteurs récurrents
- Jessica Lynn Skinner (VF : Youna Noiret) : Kayla Landis
- Haley Tju (VF : Joséphine Ropion) : Rachelle Cohen-Strauss
- Henry Zaga (VF : François Santucci) : Luka Novak
- Skidmore Jacob (VF : Françoua Garrigues) : AJ
- October Moore (VF : Bérangère Jean) : Vicky
- Joy Bryant : Lori Foster
- Linden Ashby (VF : Thierry Ragueneau) : Whit
- Larisa Oleynik (VF : Bérangère Jean) : Shawn
- Katrina Cunningham (VF : Diane Dassigny) : Sabine
- Bryce Earhart (VF : Grégory Quidel) : Dave
- Dana Millican (VF : Delphine Saley) : Professeure
- (VF : Leovanie Raud) : Mr Dunford

- Version française
  - Société de doublage : VSI Paris - Chinkel SA[4],[5]
  - Direction artistique : Laura Préjean[5]
  - Adaptation des dialogues : Antoine Leduc, Carole Guichard, Rodolphe Pollet[5]

 Source et légende : version française (VF) sur RS Doublage et cartons de doublages sur Netflix  

## Production
Le 29 juillet 2019, la série est renouvelée pour une deuxième et dernière saison.

## Série[7]

### Saison 1
"Trois lycéennes que tout oppose : Elodie, la marginale, Moe, la délinquante et Tabitha, la populaire, se rencontrent lors d'une séance des "Voleurs à l'étalage Anonymes". Contre toute attente, elles se lient d'amitié. Au contact des unes et des autres, elles vont trouver la force de dépasser leurs problèmes quotidiens avec leur famille, avec leurs camarades de lycée..."
1. S01E01 - Face au miroir Alors qu'elle tente de se faire à sa nouvelle vie après la mort de sa mère, Elodie reprend ses mauvaises habitudes... et se mesure à Moe et Tabitha.
2. S01E02 - Le Paper Tiger Alors qu'Elodie fait face à son mal-être, Tabitha à ses désillusions amoureuses et Moe à sa solitude, une invitation dans un club pourrait tout changer.
3. S01E03 - Au Palace Elodie, Tabitha et Moe profitent d'une journée de service civique au lycée pour nouer des liens, tout en gardant l’œil sur une étonnante marchandise.
4. S01E04 - Joyeux anniversaire ! Rongée par le doute au sujet de son petit ami, Tabitha fait bonne figure lors de son anniversaire, tandis que Moe encourage Elodie à sourire à la vie.
5. S01E05 - Grosse erreur Elodie, Tabitha et Moe font équipe pour récupérer un précieux souvenir, mais leurs manigances finissent par leur attirer des ennuis.
6. S01E06 - Dans le rétro Elodie tente de noyer son chagrin au centre commercial. Moe s'interroge sur sa relation avec Noah. Tabitha ne supporte plus les attentes de ses proches.
7. S01E07 - Sérum de vérité Elodie, Tabitha et Moe profitent d'une fête pour lâcher prise, mais une révélation inattendue pourrait bouleverser leur amitié.
8. S01E08 - Le défi Profitant de leur après-midi de libre, Elodie renoue avec un ancien béguin, Tabitha va faire les magasins avec un ami, et Moe passe du temps avec Noah.
9. S01E09 - Marché de nuit Lorsque les conséquences d'un vol survenu au lycée font souffler un vent d'inquiétude sur l'avenir d'Elodie, celle-ci demande à Moe et Tabitha de l'aider.
10. S01E10 - La grande évasion Entre exigences, décisions et déceptions, Brady fait pression sur Tabitha, Moe cède à la colère, et Elodie reçoit une offre alléchante.

### Saison 2
"De leur cleptomanie est née une précieuse amitié. Désormais, Elodie, Tabitha et Moe doivent s'assurer que les vilaines habitudes du passé ne leur volent pas leur avenir."
1. S02E01 - Supernova Tandis que Moe et Tabitha évitent de répondre aux questions sur ses déplacements, Elodie vit les hauts et les bas de la vie de tournée avec la volage Sabine.
2. S02E02 - Dernière soirée de liberté Anxieuse à l'idée de rentrer chez elle, Elodie passe du temps dans les boutiques avec ses meilleures amies. Pendant ce temps, l'impulsivité de Moe suscite l'inquiétude.
3. S02E03 - Déconnectés L'amitié de Moe et Tabitha vacille lorsqu'un secret est accidentellement révélé, tandis qu'Elodie cherche une activité extrascolaire pour apaiser son père.
4. S02E04 - La soirée d'Halloween Être privée de sortie n'empêche pas Elodie d'essayer de croiser son béguin lors d'une fête d'Halloween, ni de demander à Moe et Tabitha de l'accompagner.
5. S02E05 - Se découvrir Moe a du mal à être le genre de copine dont Noah a besoin, Tabitha est victime de discrimination et Elodie tente sa chance avec Jillian.
6. S02E06 - Le casse du siècle Alors qu'Elodie franchit une étape importante de son développement personnel, Moe est victime de chantage lors d'un concours de robotique.
7. S02E07 - D'un Thanksgiving à l'autre Une fête de Thanksgiving improvisée mêle invité inattendu, idylle secrète et plusieurs souvenirs doux-amers pour Elodie, Tabitha et Moe.
8. S02E08 - Black Friday Les débuts musicaux d'Elodie compliquent la situation, alors que Moe et Tabitha sont aux prises avec des conflits familiaux et amicaux.
9. S02E09 - La vérité Le scandale de tricherie pèse sur Moe. Une rencontre avec Sabine prive Elodie de quelque chose de précieux. Tabitha a une révélation lorsqu'elle croise un ex par hasard.
10. S02E10 - Trouver sa place Les filles prévoient un dernier délit épique en faisant un pari risqué qui pourrait les aider à mettre le passé derrière elle pour enfin passer à autre chose.

## Musique

### Saison 1
- The Measure - The Helio Sequence
- Thinning - Snail Mail
- I don't have you in my life - Black Belt Eagle Scout
- War Paint - Frankie Simone
- Coming Down - Dum Dum Girls
- Open your eyes - STRFKR
- So Good - Warpaint
- Soul No. 5 - Caroline Rose
- Make me a song - Eleanor Friedberger
- Black Down (Hayden James Remix) - Bob Moses
- Salt in the wound - boygenius
- Crowd, Party, Rowdy, Close sound effect - Pro Sound Effects Suite
- The Beauty of Music - Andrew LeTo
- Poem - U.S. Girls
- Criminal - Exitmusic
- Kitanaa - Princess Nokia
- Fast Slow Disco - St. Vincent
- Slip Tease - Cut One
- Things Can Only Get Better (Extented Mix) - Howard Jones
- Slow disco (piano version) - St. Vincent
- Storm in D Cup - Beccy Cole
- Fun (feat. Madge) - Kaskade, BROHUG & Mr. Tape
- Desolate Town - Bleached
- Feelings (single version) - Bloods
- King of Shadow - Kat Cunning
- A morning at the sea - DJ Ives M & DJ T.H.
- Sleep in - Telekinesis
- Over Here - Mk.gee
- Freelance - Toro y Moi
- Love for me - Empress of
- Elephants & little girls - Loch Lomond
- Tea-Soaked Letter - Anna Burch
- Hawaiian Baby - The Spinanes
- Second guesses - Claire George
- Your love - Frankie Knuckles
- Motion Sickness - Phoebe Bridgers
- Fish (feat. Zaida) - Wade08
- Because - Smerz
- Hard to be still - Annie Hart
- Siren 042 - Lala Lala & Why?
- Gold - Lou Breed
- I'm moving - Ages and Ages
- Holding on - Tirzah
- Run it - Slow Corpse
- Trouble Adjusting - Miya Folick
- Outshine - Makthaverskan
- Oom Sha La La - Haley Heynderickx
- Birds - Kat Cunning
- Weight of the world - Witch Prophet
- Nice Girl - Ashnikko
- Hypermixolydian - Nicolas Croll
- Seventeen - Sharon Van Etten